# Торчиљијано (Лука)
Торчиљијано је насеље у Италији у округу Лука, региону Тоскана.
Према процени из 2011. у насељу је живело 149 становника. Насеље се налази на надморској висини од 360 м.